# 托尼 (愛沙尼亞)

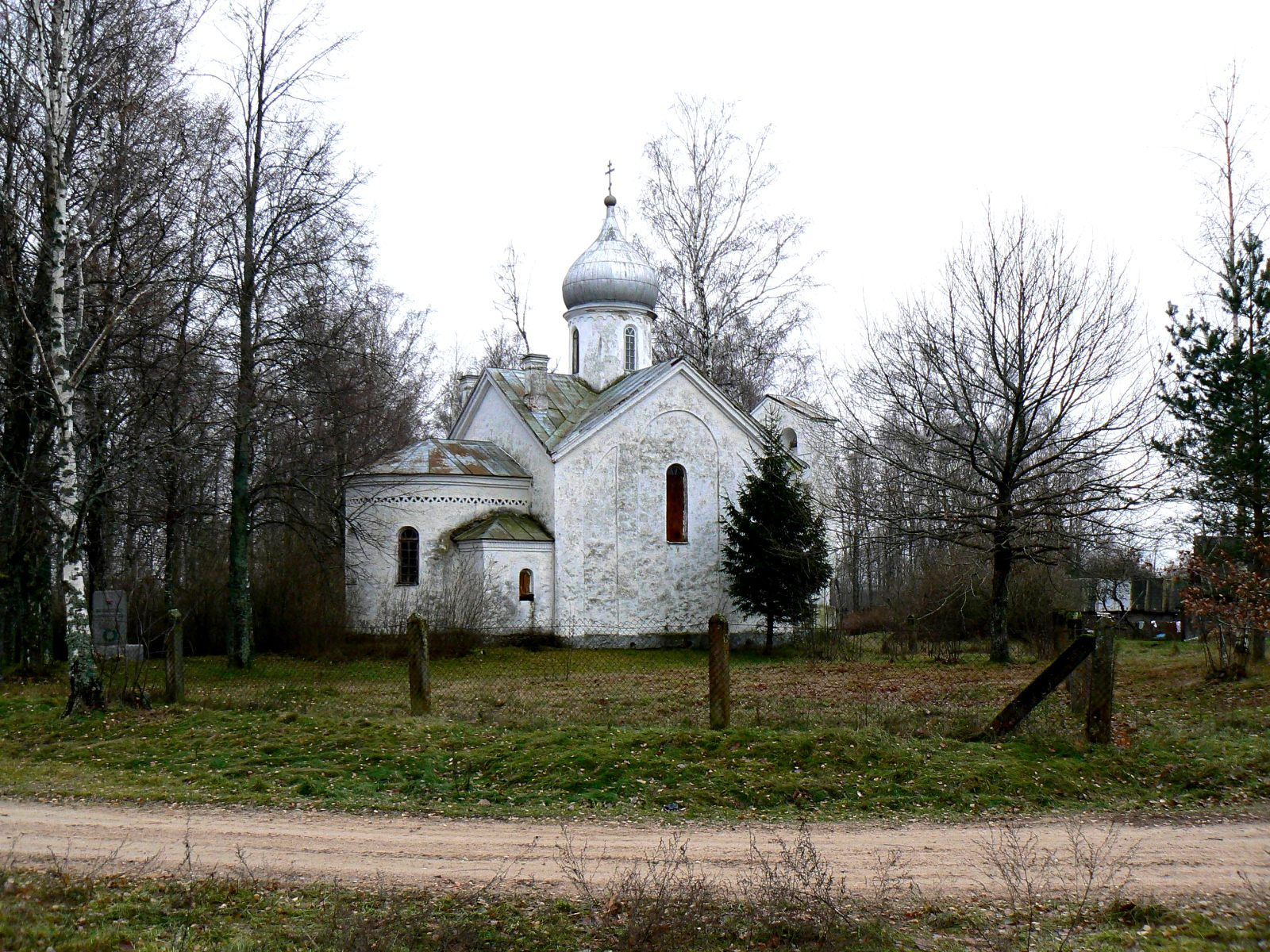
村内的东正教堂

托尼，是愛沙尼亞塔爾圖縣塔尔图市镇内的村庄，位於該國東南部，曾是原皮里薩雷市镇的行政中心，海拔高度11米，2011年該村庄人口11，居民主要是俄羅斯人。